# Piret Niglas
Piret Niglas, do 1988: Piret Sala (ur. 5 kwietnia 1968 w Kohtla-Järve) – estońska biegaczka narciarska, trzykrotna uczestniczka zimowych igrzysk olimpijskich, wielokrotna medalistka mistrzostw Estonii w biegach narciarskich.
W 1992, 1994 i 2002 roku wzięła udział w zimowych igrzyskach olimpijskich. W Albertville zajęła 38. miejsce w biegu na 5 km, 39. w biegu na 15 km, 45. w biegu pościgowym i 48. w biegu na 30 km. Dwa lata później w Lillehammer była 12. w sztafecie, 22. w biegu na 5 km, 23. na 15 km, 26. w biegu pościgowym i 29. w biegu na 30 km. Podczas igrzysk w Salt Lake City wystąpiła w dwóch konkurencjach – w biegu łączonym była 54., a w biegu na 10 km zajęła 51. miejsce.
W 1995 i 2001 roku uczestniczyła w mistrzostwach świata w narciarstwie klasycznym. W Thunder Bay była 36. w biegu na 30 km techniką dowolną, a w Lahti zajęła 44. miejsce w biegu pościgowym, 47. w biegu na 10 km i 53. na 15 km.
W latach 1993–2001 startowała w zawodach Pucharu Świata. Najwyższe miejsce w zawodach tej rangi zajęła 5 lutego 1995 roku w Falun, kiedy to była 27. w biegu na 10 km techniką dowolną. W dwóch sezonach zdobyła punkty do klasyfikacji generalnej – w sezonie 1993/1994 zdobyła ich 22, co dało jej 40. miejsce w klasyfikacji, a w kolejnym sezonie była 69. z dorobkiem 5 punktów.
W latach 1986–2002 zdobyła 17 złotych, 6 srebrnych i 6 brązowych medali indywidualnych mistrzostw Estonii w biegach narciarskich oraz 1 złoty, 3 srebrne i 3 brązowe medale w biegach sztafetowych.